# Masktityra
Masktityra (Tityra semifasciata) är en fågel i familjen tityror inom ordningen tättingar.

## Utbredning och systematik
Masktityran har en vid utbredning från Mexiko söderut till Amazonområdet. Den delas in i nio underarter med följande utbredning:
- T. s. columbiana – förekommer från tropiska östra Panama till Colombia och västra Venezuela
- T. s. costaricensis – förekommer från sydöstra Honduras till Nicaragua, Costa Rica och västra Panama
- T. s. deses – förekommer i sydöstra Mexiko (Yucatán-halvön)
- T. s. fortis – förekommer från sydöstra Colombia till sydöstra Peru, norra Bolivia och västra Amazonområdet (Brasilien)
- T. s. griseiceps – förekommer vid Mexikos Stillahavs-kust (från Sinaloa och West Durango till Oaxaca)
- T. s. hannumi – förekommer i det torra tropiska nordvästra Mexiko (sydöstra Sonora och nordöstra Sinaloa)
- T. s. nigriceps – förekommer i tropiska sydvästra Colombia (Nariño) och nordvästra Ecuador
- T. s. personata – förekommer från det torra tropiska östra Mexiko (Tamaulipas) till norra Nicaragua
- T. s. semifasciata – förekommer i Amazonområdet (Brasilien) söder om Amazonfloden

## Status
Arten har ett stort utbredningsområde och beståndet anses stabilt. Internationella naturvårdsunionen IUCN listar den därför som livskraftig (LC). Beståndet uppskattas till i storleksordningen fem till 50 miljoner vuxna individer.

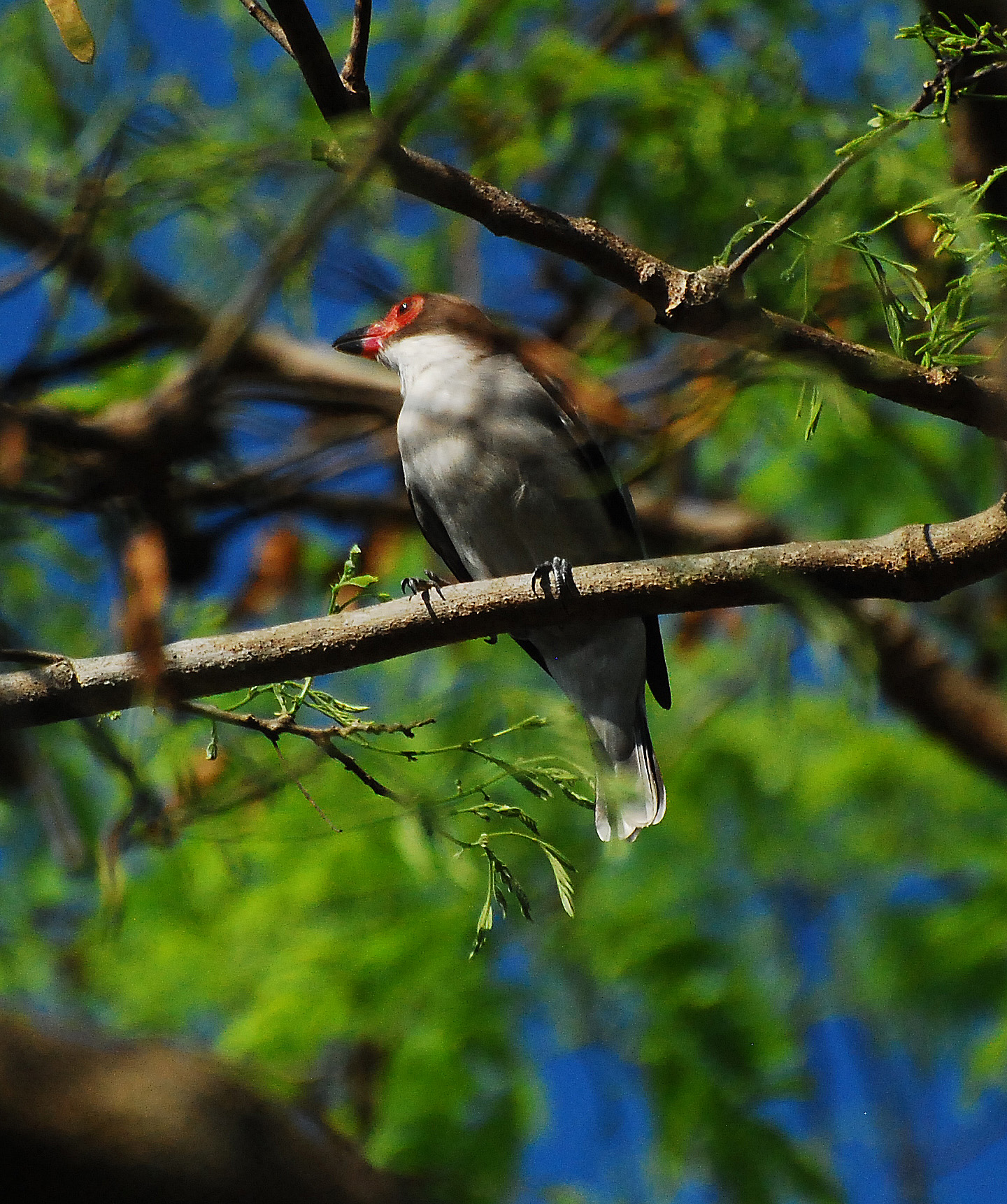
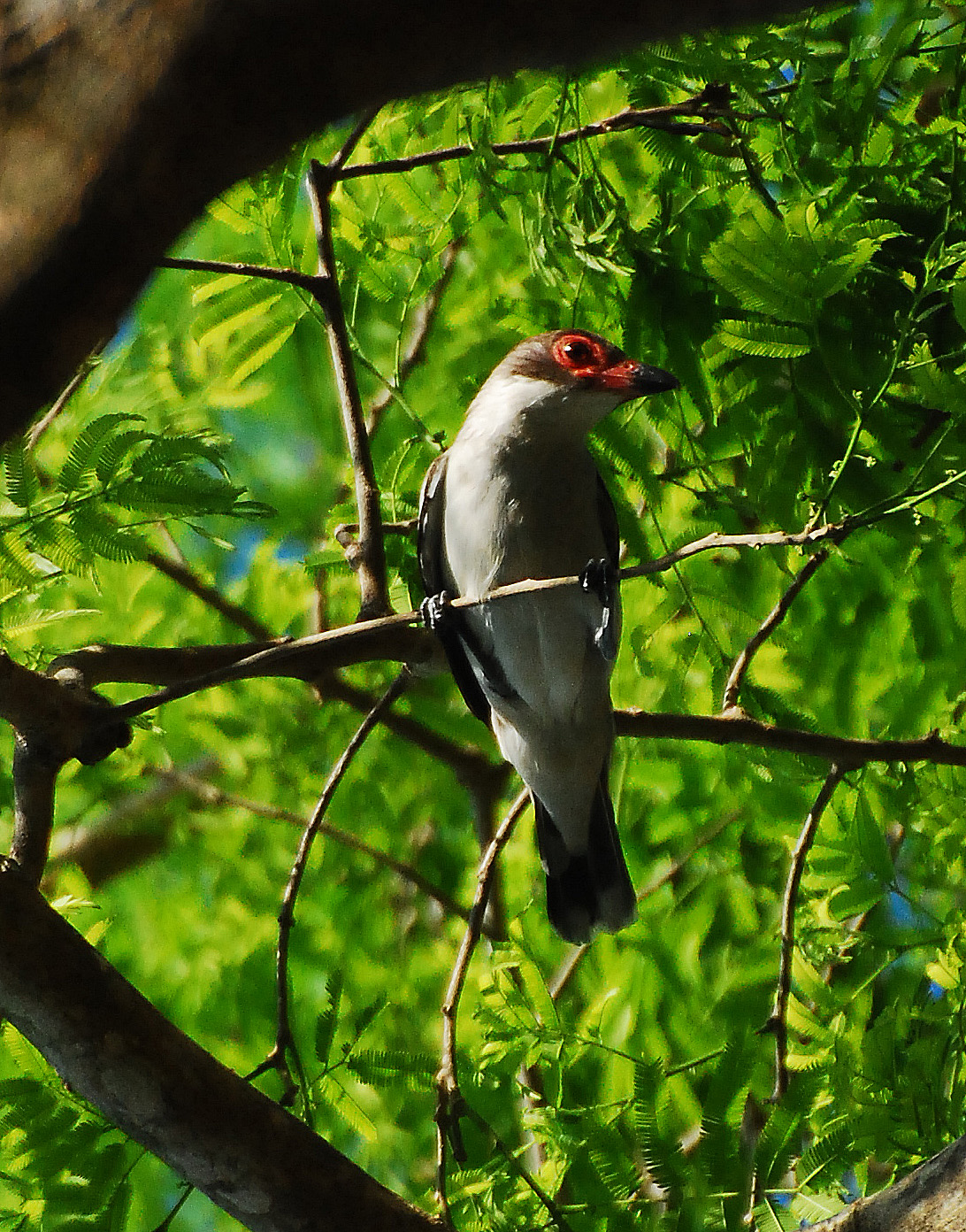
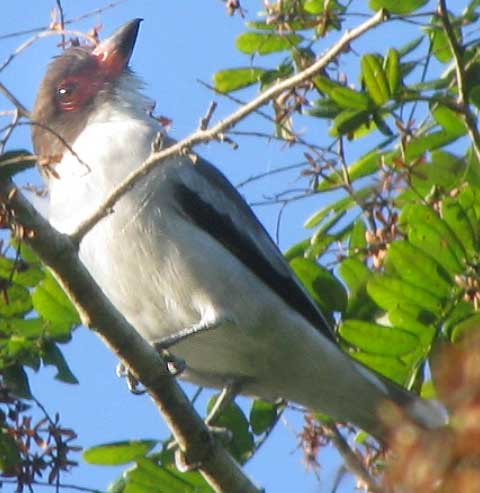